# Earl Tupper
Earl Silas Tupper (Berlin, Nou Hampshire, Estats Units d'Amèrica, 28 de juliol de 1907 – 5 d'octubre de 1983) fou un inventor i home de negocis estatunidenc, conegut com l'inventor del Tupperware, un contenidor de plàstic lleuger utilitzat per emmagatzemar aliments.

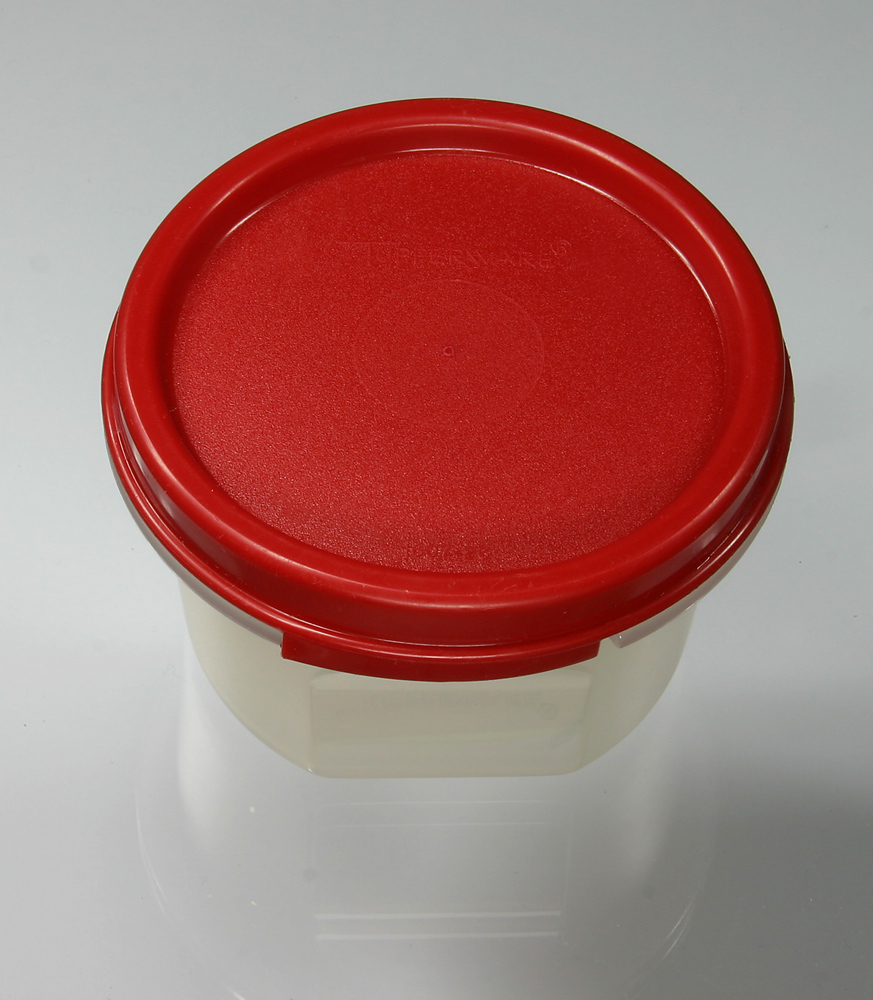
Un exemple de Tupperware.

Tupper va néixer en una granja a la població estatunidenca de Berlin, Estat de Nou Hampshire. La família va marxar de Berlin quan Earl tenia tres anys.
Després d'estudiar a Bryant & Stratton (ara Bryant University) a Providence (Rhode Island), va obrir un negoci de paisatgisme i viver de plantes, fins que la Gran Depressió va dur el negoci a la fallida. En aquell moment Tupper va aconseguir feina a l'empresa química DuPont.
Fent servir peces negres no flexibles de escòria de polietilè, un producte residual del procés de refinatge de l'oli que li havia proporcionat el seu supervisor a l'empresa Dupont, Tupper va purificar l'escòria i la va fer servir per a crear contenidors irrompibles i lleugers, en forma de copes, bols, plats, i fins i tot màscares antigàs que van ser emprades durant la Segona Guerra Mundial. Més endavant va dissenyar tapes a prova de líquid, hermètiques, inspirades en el segell segur de les tapes dels pots de pintura.
Tupper va fundar l'empresa Tupperware Plastics Company el 1938. El 1946, l'empresa va introduir el producte Tupper Plastics en els comerços de materials per a la llar. Al voltant de 1948, va unir forces amb l'empresària Brownie Wise, a la qual va cridar l'atenció després que va fer una llarga trucada de telèfon a l'oficina de Brownie Wise de South Grafton, Massachusetts, durant la qual va explicar l'extraordinari èxit que tenia venent els seus productes Tupperware per mitjà de reunions a les llars.
Basat en una estratègia de màrqueting desenvolupada per Wise, Tupperware es va retirar de la venda en botigues minoristes a principis dels anys cinquanta i les reunions Tupperware aviat es van fer populars a les llars. Aquesta va ser la primera estratègia de màrqueting "party-plan" (reunions planificades).
La seu corporativa va ser més tard traslladada de Massachusetts a Orlando (Florida). Després de la seva ruptura amb Wise, que va donar lloc al seu acomiadament el 1958, Tupper va vendre Tupperware Company a Rexall per 16 milions de dòlars. Poc temps després es va divorciar de la seva dona i va renunciar a la seva nacionalitat estatunidenca per evitar impostos, marxant a viure a una illa de la costa de Costa Rica, que va comprar.
El 1969, Tupper va donar 428 acres de terra de Smithfield (Rhode Island), a la Bryant University (aleshores Bryant College). Aquests terrenys es van fer servir per a condicionar el nou campus de la Universitat, que va obrir el 1971.
Tupper va morir a Costa Rica el 5 d'octubre de 1983, als 76 anys.